# Anton Zdešar
Anton Zdešar, slovenski rimskokatoliški duhovnik, lazarist in cerkveni zgodovinar, * 11. januar 1871, Ljubgojna, † 18. april 1945, Jastrebarsko, Hrvaška.

## Življenje in delo
Rodil se je očetu kmetu Tomažu in materi Mini (rojeni Logar). Po končani ljudski šoli v Horjul, klasični gimnaziji in začetem bogoslovju v Ljubljani je stopil v Gradcu v misijonarsko službo pri lazaristih, kjer je končal redovno bogoslovno šolanje in bil 1896 posvečen v duhovnika. Na graški univerzi je 1904 doktoriral z disertacijo De evolutionismo religioso, nato predaval dogmatiko na redovni šoli in deloval med graškimi Slovenci. Leta 1913 je postal prvi superior v Mirnu pri Gorici, se 1914 udeležil občnega zbora Misijonske družbe lazaristov v Parizu, kjer pa so ga ob izbruhu 1. svet. vojne internirali kot avstrijskega državljana. Leta 1917 se je vrnil v Ljubljano, bil 1919 imenovan za prvega ravnatelja novoustanovljene slovenske province usmiljenih sester, živel v porušenem samostanu v Mirnu, ga kot superior obnavljal, hkrati misijonaril po Goriškem, dokler Italijani niso dosegli, da je 1932 zapustil Miren. Prišel je v Jugoslavijo, bil v letih 1932–1935 predstojnik samostana v Beogradu, 1938–1940 spiritual v škofovih zavodih v Šentvidu pri Ljubljani, nato voditelj usmiljenih sester v Radečah pri Zidanem Mostu. Spomladi 1941 se je pred Nemci umaknil na Hrvaško. Umrl je v Jastrebarskem med bombardiranjem tik pred koncem vojne, ravno v času obiska nečaka Štefana Bastiča, ki ga je doletela ista usoda.
Poleg poklicnega in organizacijskega dela je veliko pisal duhovnovzgojne članke, katere je začel objavlati v Beogradu. Knjižno pa je izšlo več njegovih del: predavanje Die wundertätige Medaille … (Gradec 1910); Kratko navodilo za pravo pobožnost do Matere božje … po nauku blaženega L. Grinjona (1912, s poročilom o vojnem razdejanju mirenskega gradu); Apostol krščanske ljubezni sv. Vincencij Pavelski (Gorica, 1934). Na zgodovinskem področje je posegel s knjigo Kratek obris zgodovine usmiljenih sester sv. Vincencija Pavelskega (1937), v kateri je po virih natančno opisal začetke njihovega delovanja na Slovenskem, s tem rešil številne drobne podatke iz slovenske cerkvene in socialne zgodovine. Isto snov je pod drugim vidikom (s točno navedbo virov) obdelal v razpravi Cerkveno službeno skrbstvo za uboge pri nas (1940). Biografski sta študiji o horjulskem rojaku Gregrju Smrtniku-Töttingerju (1939) in knjiga Blaženi Justin De Jacobis (1940). Zdešarjeve zgodovinske in biografske spise odlikuje natančnost in pozornost do drobnih podatkov, iz katerih je sestavi prijetno pisan mozaik celote in bistveno obogati domačo zgodovinopisje.